# John Surman

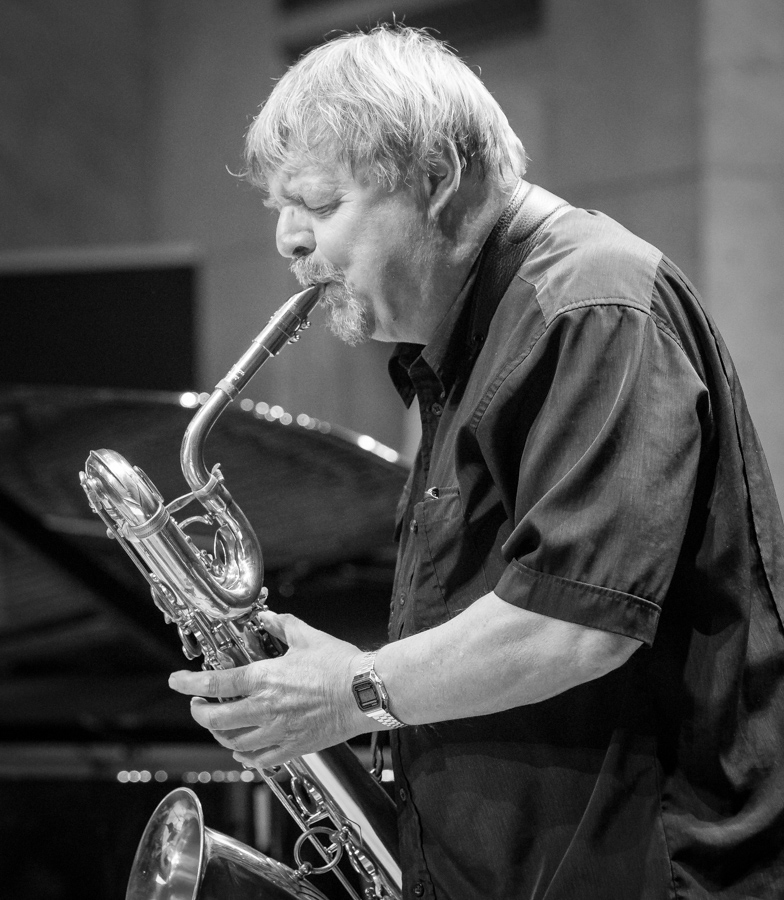
John Surman, Oslo Jazzfestival 2017

John Douglas Surman (Tavistock, Devon, Engeland, 30 augustus 1944) is muzikant op jazz-saxofoon, basklarinet en synthesizer en een componist van free jazz en modale jazz waarbij hij vaak als basis thema's uit de folk gebruikt. Hij heeft ook muziek gecomponeerd en gespeeld voor dansoptredens en filmsoundtracks.

## Discografie (selectief)
- John Surman (1968)
- John McLaughlin Extrapolation (1969)
- Way Back When (1969)
- Glancing Backwards
- The Trio (1970) met Barre Phillips en Stu Martin
- Tales Of The Algonquin (1971)
- Upon Reflection (1979)
- Amazing Adventures of Simon Simon (1981)
- Such Winters of Memory (1983)
- Withholding Pattern (1985)
- Private City (1988)
- Road To Saint Ives (1990)
- The Adventue Playground (1992)
- The Brass Project (1993)
- Stranger Than Fiction (1994)
- A Biography Of The Rev. Absalom Dawe (1995)
- Surman and The Nordic Quartet (1995)
- Proverbs and Songs (1998)
- In Darkness Let Me Dwell (1999)
- Coruscating  (2000)
- Invisible Nature (2002)
- Care-Charming Sleep (2003)
- Free and Equal (2003)
- The Spaces in Between (2006)
- Rain On The Window (2008)
- Brewster's Rooster (2009)
- Saltash Bells (2012)